# Cantó de Saint-Jean-d'Angély
El cantó de Saint-Jean-d'Angély és un cantó francès del departament del Charente Marítim, al districte de Saint-Jean-d'Angély. Té 19 municipis i el cap és Saint-Jean-d'Angély.

## Municipis
- Antezant-la-Chapelle
- Asnières-la-Giraud
- La Benâte
- Bignay
- Courcelles
- Les Églises-d'Argenteuil
- Fontenet
- Landes
- Mazeray
- Saint-Denis-du-Pin
- Poursay-Garnaud
- Saint-Jean-d'Angély
- Saint-Julien-de-l'Escap
- Saint-Pardoult
- Ternant
- Varaize
- La Vergne
- Vervant
- Voissay

| Data d'elecció                           | Identitat           | Partit        | Qualitat |
| ---------------------------------------- | ------------------- | ------------- | -------- |
| 1945-1949                                | M. Dubois           | SFIO          |          |
| 1949-1961                                | Charles Pineau      | radical       |          |
| 1961-1973                                | M. Colas            | Divers droite |          |
| 1973-1979                                | Ivan Chanu de Limur | RPR           |          |
| 1979-1985                                | Claude Tarin        | PS            |          |
| 1985-1992                                | Ivan Chanu de Limur | RPR           |          |
| 1992-2004                                | Claude Tarin        | PS            |          |
| 2004-                                    | Jean-Yves Martin    | PRG           |          |
| les dades anteriors no són pas conegudes |                     |               |          |
|                                          |                     |               |          |

| A partir de 1990: Població sense dobles comptes |